# Przewlekła białaczka eozynofilowa
Przewlekła białaczka eozynofilowa (ang. chronic eosinophilic leukemia, CEL) – choroba mieloproliferacyjna, która ma wiele cech wspólnych z zespołem hipereozynofilowym.
W wielu przypadkach tego schorzenia występuje charakterystyczna mutacja
prowadząca do fuzji genów FIP1L1 i PDGFRA. Gen fuzyjny FIP1L1-PDGFRA koduje
kinazę tyrozynową o zwiększonej aktywności, która prowadzi do transformacji
komórek hematopoetycznych. Pacjenci u których stwierdza się gen fuzyjny FIP1L1-PDGFRA dobrze odpowiadają na leczenie inhibitorami kinazy tyrozynowej takimi jak imatinib (Gleevec®, Glivec®).